# Eulinognathus hypogeomydis
Eulinognathus hypogeomydis är en insektsart som beskrevs av Renaud Maurice Adrien Paulian 1961. Eulinognathus hypogeomydis ingår i släktet Eulinognathus och familjen ledlöss. Inga underarter finns listade i Catalogue of Life.